# ستيف بلوك
ستيفانوس أبراهام ستيف بلوك (بالهولندية: Stef Blok) (من مواليد 10 ديسمبر 1964) هو سياسي هولندي يشغل منصب وزير الشؤون الاقتصادية وسياسة المناخ في حكومة روته الثالثة منذ 25 مايو 2021. وهو عضو في حزب الشعب من أجل الحرية والديمقراطية (VVD).
عمل بلوك محاسب حسب المهنة، عضو في مجلس النواب من 25 أغسطس 1998 وحتى 23 مايو 2002 ومن 3 سبتمبر 2002 حتى 5 نوفمبر 2012. بعد انتخاب عام 2010، أصبح زعيم حزب الشعب من أجل الحرية والديمقراطية والزعيم البرلماني في مجلس النواب مارك روته رئيسًا للوزراء في مجلس الوزراء الأول مع اختيار بلوك ليخلفه كزعيم برلماني في مجلس النواب الذي يخدم من 8 أكتوبر 2010 حتى 20 سبتمبر 2012. بعد انتخاب عام 2012، طُلب من بلوك أن يصبح وزيراً للإسكان وقطاع الحكومة المركزية في حكومة روته الثانية التي تولت السلطة في 5 نوفمبر 2012. شغل بلوك منصب وزير الأمن والعدل بالنيابة من 10 مارس 2015 حتى 20 مارس 2015 بعد استقالة إيفو أوبستلتن ووزير الداخلية المؤقت للمملكة والعلاقات بين المملكة في الفترة من 29 يونيو 2016 حتى 16 سبتمبر 2016 أثناء إجازة مرضية لرونالد بلاسترك.
في 27 يناير 2017، استقال وزير الأمن والعدالة أرد فان دير شور لتجنب تصويت بحجب الثقة، وعُيّن بلوك لقضاء ما تبقى من فترة ولايته، واستقال بعد ذلك كوزير للإسكان وقطاع الحكومة المركزية في نفس اليوم. لم يخوض انتخابات عام 2017 وأعلن اعتزاله. بعد استقالة هالبي زيلسترا كوزير للخارجية في حكومة روته الثالثة في 13 فبراير 2018، تم تعيين بلوك لخلافة منصبه في 7 مارس 2018 وحتى 25 مايو 2021.

## الحياة الشخصية

### النشأة
ولد بلوك في 10 ديسمبر 1964 في إميلورد، وحالياً هي مقاطعة فليفولاند. بعد دخواه مدرسة ستيديليجك الملعب في ليدن، درس إدارة الأعمال في جامعة خرونينغن في الفترة من 1977 حتى عام 1983، وتخرج مع بكالوريوس في إدارة الأعمال ودرجة ماجستير العلوم في إدارة الأعمال. عمل بلوك في شركة أبن أمرو كوسيط ائتماني، ثم عمل كمدير فرع من عام 1989 حتى عام 1998.
وكان عضواً في المجلس البلدي في نيوكوب من 1994 إلى 1998.

### سياسة
شغل بلوك منصب وزير الأمن والعدل بالنيابة بعد استقالة إيفو أوبستلتن من 10 مارس حتى 20 مارس 2015 مع احتفاظه بمنصبه الوزاري الآخر. استقال من منصبه كوزير للإسكان وقطاع الحكومة المركزية في 27 يناير 2017 لشغل منصب وزير الأمن والعدل في منصب كامل حتى 26 أكتوبر 2017، بعد استقالة أرد فان دير شور. كما شغل بلوك منصب وزير الداخلية وعلاقات المملكة بالوكالة من 29 يونيو إلى 16 سبتمبر 2016 بينما خضع رونالد بلاسترك لعملية جراحية. بعد فترة ولايته كوزير للعدل، أعلن بلوك خططه لترك السياسة.
بعد استقالة هالبي زيلسترا كوزير للخارجية في 13 فبراير 2018، تم اختيار بلوك لخلافته.
في يوليو 2018، عبّر بلوك عن انتقاد التعددية الثقافية وحاجج بأنه لا يمكن إعادة توطين المهاجرين الأفارقة السود في أوروبا الشرقية لأنهم سيتعرضون للضرب، خلال اجتماع تم بثه لاحقًا في البرنامج الوثائقي زيمبلا:
«أعطني مثالاً على مجتمع متعدد الأعراق أو متعدد الثقافات، حيث لا يزال السكان الأصليون يعيشون كذلك. [...] وحيث توجد علاقات مجتمعية سلمية. أنا لست على علم بأي.»
اقترح أحد الحضور سورينام.
"سورينام سلمية؟ حكم القانون وسيادة الديمقراطية؟ الشجاعة، هذه الملاحظة. إذاً الأحزاب في سورينام لا تنقسم على أساس عرقي؟ [...] أنا معجب بتفاؤلك. سورينام دولة فاشلة ترتبط ارتباطًا وثيقًا بتكوينها العرقي.
اقترح أحد الحضور أن سنغافورة كانت مجتمعًا متعدد الأعراق ناجحًا، ورد بلوك أن سنغافورة «دولة صغيرة صغيرة»، وهي «انتقائية للغاية في هجرتها» ولا تسمح للمهاجرين الفقراء باستثناء «ربما للتنظيف».
أدت تصريحاته إلى حكومة سورينام للمطالبة باعتذار وحكومة جزيرة كوراكاو، وهي جزء من المملكة الهولندية، لتنأى بنفسها عن تصريحات الوزير. رد الأخير على تصريحات الوزير بقوله:
«تعبيرات الوزير بلوك لا تمثل الواقع في الجزء الكاريبي من المملكة. على العكس تماما. في رأينا، يعكس مجتمع كوراكاو متعدد الثقافات صورة أفضل للقواعد والقيم، مثل العدالة والتسامح والحرية، التي نشاركها داخل المملكة.»
في سورينام، عارضت كل من الحكومة والمعارضة فكرة أن سورينام دولة فاشلة بسبب تنوعها العرقي. دفعت تشاندريكابيرساد سانتوكي من حزب الإصلاح التقدمي المعارض إلى الرد:
«لقد أصبحت سورينام في ظل هذه الحكومة دولة يُشير إليها البعض بأنها» دولة فاشلة «لا يرجع إلى تكوينها متعدد الثقافات. تواجه سورينام نقصًا في الحكم الرشيد والفساد غير المقيد.»

## وصلات خارجية
- (بالهولندية) الدكاترة. SA (ستيف) بلوك Parlement & Politiek